# Shedeur Sanders
Shedeur Deion Sanders (geboren am 7. Februar 2002 in Tyler, Texas) ist ein US-amerikanischer American-Football-Spieler auf der Position des Quarterbacks. Er spielte College Football ab 2023 für die Colorado Buffaloes in der NCAA Division I Football Bowl Subdivision (FBS). Zuvor spielte er für die Jackson State University in der NCAA Division I Football Championship Subdivision (FCS). Sanders ist der jüngste Sohn des Pro-Football-Hall-of-Fame-Mitglieds Deion Sanders, der als Cornerback in der NFL spielte. Im NFL Draft 2025 wurde Sanders in der fünften Runde von den Cleveland Browns ausgewählt.

## Karriere

### Frühe Jahre
Sanders besuchte die Trinity Christian School in Cedar Hill, einem Vorort von Dallas in Texas, und spielte dort Football. Dabei wurde er auch von seinem Vater Deion Sanders trainiert, der Offensive Coordinator an seiner Highschool war. Sanders erhielt Stipendienangebote von zahlreichen Colleges der NCAA Division I Football Bowl Subdivision (FBS) und entschied sich ursprünglich für die Florida Atlantic University. Nachdem sein Vater jedoch die Position als Head Coach an der Jackson State University in Jackson, Mississippi erhalten hatte, entschloss Sanders sich dazu, ihm dorthin zu folgen.

### Jackson State
Sanders spielte ab 2021 College Football für die Jackson State Tigers an der Jackson State University, die zu den historically black colleges and universities (HBCU) gehört und der sportlich zweitklassigen NCAA Division I Football Championship Subdivision (FCS) angehört. Dort war er von Beginn an Starter. Er wurde in seinem ersten Jahr am College mit dem Jerry Rice Award für den besten Freshman in der FCS ausgezeichnet. In der Saison 2022 wurde Sanders als Offensive Player of the Year in der Southwestern Athletic Conference (SWAC) geehrt und gewann die Deacon Jones Trophy als bester Spieler einer HBCU in dieser Saison. Insgesamt brachte Sanders in seinen zwei Jahren bei Jackson State 68,1 % seiner Pässe für 6983 Yards an, dabei warf er 70 Touchdownpässe bei 14 Interceptions. Er führte die Jackson State Tigers zweimal in den Celebration Bowl, die inoffizielle nationale Meisterschaft der HBCU, verlor jedoch beide Spiele.
Nach der Saison 2022 entschied sich Sanders für einen Wechsel zur University of Colorado Boulder, wo sein Vater als Head Coach verpflichtet worden war.

### Colorado
Sanders ging als Starter für die Colorado Buffaloes in die Saison 2023. In seinem Debüt für die Buffaloes stellte er beim 45:42-Sieg gegen die TCU Horned Frogs am ersten Spieltag mit 510 Yards Raumgewinn im Passspiel und vier Touchdowns einen Rekord für die meisten erworfenen Yards in einem Spiel an seinem College auf. Insgesamt verzeichnete Sanders in seiner ersten Saison für Colorado 69,3 % erfolgreiche Pässe für 3230 Yards und 27 Touchdowns bei nur drei Interceptions. Trotz eines erfolgreichen Saisonstarts mit drei Siegen in Folge beendeten die Buffaloes die Saison letztlich, auch aufgrund einer schwachen Offensive Line, hinter der Sanders 52-mal gesackt wurde, mit nur vier Siegen bei acht Niederlagen.
In der Saison 2024 gewann Sanders mit den Buffaloes neun von dreizehn Spielen. Er brachte 74 % seiner Pässe für 4134 Yards Raumgewinn und 37 Touchdowns bei 10 Interceptions an. Sanders wurde als Offensive Player of the Year in der Big 12 Conference ausgezeichnet und gewann den Johnny Unitas Golden Arm Award, mit dem der beste Quarterback der Saison in seinem letzten College-Jahr ausgezeichnet wird. Er belegte den achten Platz bei der Wahl zur Heisman Trophy, die sein Teamkollege Travis Hunter in dieser Saison gewann. Mit Hunter spielte Sanders seine gesamte College-Karriere lang zusammen, er war auch 2023 mit ihm von Jackson State zu Colorado gewechselt. Gleiches gilt für Sanders’ älteren Bruder Shilo, der als Defensive Back ebenfalls 2021 und 2022 für Jackson State sowie 2023 und 2024 für Colorado spielte.

### Professionelle Karriere
Am 26. April 2025, dem dritten und letzten Tag des NFL Draft 2025, wurde Sanders in der 5. Runde von den Cleveland Browns mit dem 144. Pick gewählt.

### Statistiken
| 2021             | Jackson State | 13 | 272–413   | 65,9 | 3231  | 30  | 8  | 151,7 |
| 2022             | Jackson State | 13 | 341–483   | 70,6 | 3732  | 40  | 6  | 160,4 |
| 2023             | Colorado      | 11 | 298–430   | 69,3 | 3230  | 27  | 3  | 151,7 |
| 2024             | Colorado      | 13 | 353–477   | 74,0 | 4134  | 37  | 10 | 168,2 |
| Gesamt           | Gesamt        | 50 | 1264–1803 | 70,1 | 14327 | 134 | 27 | 158,4 |
| Quelle: espn.com |               |    |           |      |       |     |    |       |